# Luftfahrzeug-Gesellschaft
Die Luftfahrzeug-Gesellschaft m.b.H. (LFG) war ein deutsches Unternehmen, dessen Betriebszweck mit „Herstellung, Vertrieb und Verwendung von Luftfahrzeugen“ beschrieben war.

## Gründung
Die Luftfahrzeug-Gesellschaft m.b.H. wurde am 30. April 1908 im Haus Nollendorfplatz 3 in (Berlin-)Charlottenburg gegründet. Am Stammkapital von 500.000 Mark waren die Motorluftschiff-Studiengesellschaft (MStG) mit 180.000 Mark, die Allgemeine Elektricitäts-Gesellschaft (AEG) und die Fried. Krupp AG mit je 30.000 Mark sowie die Elektrochemischen Werke Bitterfeld mit 20.000 Mark beteiligt. Geschäftsführer waren Hauptmann Richard von Kehler und Major August von Parseval. Vorsitzender des Aufsichtsrats war Admiral Friedrich von Hollmann (ehemaliger Staatssekretär im Reichsmarineamt), stellvertretender Vorsitzender der AEG-Gründer Emil Rathenau.
Die gesamten Bitterfelder Betriebsanlagen der MStG gingen in Besitz der LFG über. Die Direktion verblieb in Berlin.

## Luftschiffbau

Blick auf die zwei Werfthallen in Bitterfeld, wo die Parseval Schiffe bis 1915 gebaut wurden

Erstes Luftschiff der LFG war das Parseval-Luftschiff PL 3, das 1910 vom preußischen Kriegsministerium angekauft wurde und als PL II in Dienst gestellt wurde. 1910 errichtete die LFG eine zweite Luftschiffhalle in Bitterfeld. Sie hatte eine Grundfläche von 80 m × 33 m und eine lichte Höhe von 25 m. Die LFG stellte weitere Luftschiffe her und verkaufte wahrscheinlich auch Lizenzen zum Bau von Luftschiffen nach dem System Parseval. Während des Ersten Weltkriegs lieferte die LFG vier Luftschiffe an Heer und Marine. Damit lagen sie weit hinter Zeppelin (89 ausgelieferte Luftschiffe) und Schütte-Lanz (16 ausgelieferte Luftschiffe). Das letzte in Bitterfeld gebaute Luftschiff war PL 26. Es verbrannte 1915 in der Luftschiffhalle 2. Die LFG nutzte das verbleibende Bitterfelder Gelände zur Wartung von Drachenballons.

## Flugzeugbau
Im Jahr 1913 wurden an der Südostseite des Flugplatzes Johannisthal Werkshallen errichtet und die Produktion dorthin verlagert. Mit Beginn des Ersten Weltkriegs erhielt das Unternehmen kleinere Aufträge zum Lizenzbau von Albatros-Flugzeugen. Der erste eigene Entwurf der LFG war der zweisitzige Aufklärer Roland C.II, deren modifizierte Variante das Jagdflugzeug Roland D.II darstellte. Diese war wegen ihres schwachen Motors (Mercedes D III mit 160 PS) in Geschwindigkeit und Dienstgipfelhöhe den Entente-Jagdflugzeugen und sogar einigen Bombenflugzeugen unterlegen. Im Juli 1917 wurden an die bulgarischen Luftstreitkräfte sechs D.II und im Mai 1918 weitere sechs Maschinen der verbesserten Ausführung D.III geliefert.
1916 nahm die Abteilung Seeflugzeugbau der LFG in Bitterfeld ihren Betrieb auf, die in Lizenz Wasserflugzeuge vom Typ „Albatros“ bauten. Die Endmontage und das Einfliegen erfolgten in Stralsund. Außerdem wurden in Stralsund zehn Sablatnig SF 5 und zwanzig Friedrichshafen FF 49c in Lizenz gefertigt. Nach Kriegsende wurden dort von den Ingenieuren Karl Theiß und Gotthold Baatz 37 Typen projektiert, von denen 17 als Prototypen verwirklicht und drei (V 13, V 60 und V 130) in Kleinstserie gebaut wurden. Am 16. Mai 1925 gründete die LFG die Flugverkehr Pommern GmbH, um Küstenfluglinien entlang der Ostsee zu betreiben und den wenig rentablen Flugzeugbau in Stralsund finanziell aufzufangen. Dies erwies sich aber letztlich als erfolglos, so dass die LFG den Bau von Flugzeugen am 18. Februar 1927 in Stralsund beendete. Der Bitterfelder Betrieb der LFG wurde 1919 aufgelöst und in die Provinz Pommern auf den Luftschiffhafen Seddin verlagert. Ab 1925 firmierte der Betrieb als Wasser- und Luft-Fahrzeug-Gesellschaft m.b.H. und stellte Flugzeuge, Fesselballons und Schlauchboote her. Von 1929 bis 1932 wurden in Seddin drei Luftschiffe nach dem System Parseval-Naatz (PN 28 bis PN 30) gebaut. Der Bau von Flugzeugen wurde 1933 eingestellt.

## Sonstige Produkte
Nachdem im Friedensvertrag von Versailles der Bau von Flugzeugen Deutschland zunächst untersagt war, sah sich die LFG nach anderen Tätigkeitsfeldern um und versuchte sich im Bau von Kuttern, Fahrrad-Nachläufern und Schleppern. Der entworfene Kraftschlepper (Details unbekannt) war eine Dreirad-Konstruktion mit einem großen Hinterrad, der um 1921 entstand. Es blieb bei einem Einzelstück, das nicht in Serie ging.

### Flugzeugtypen bis 1918

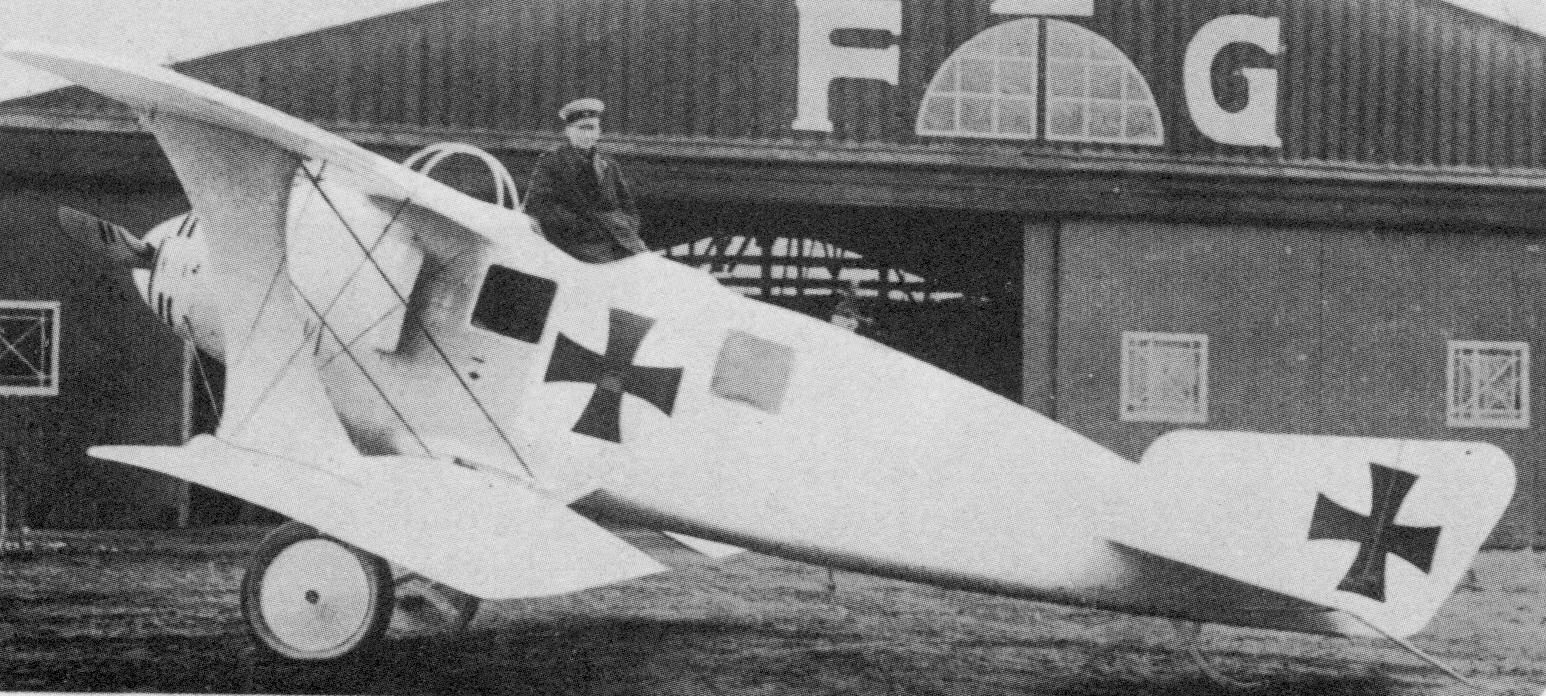
Roland C.II

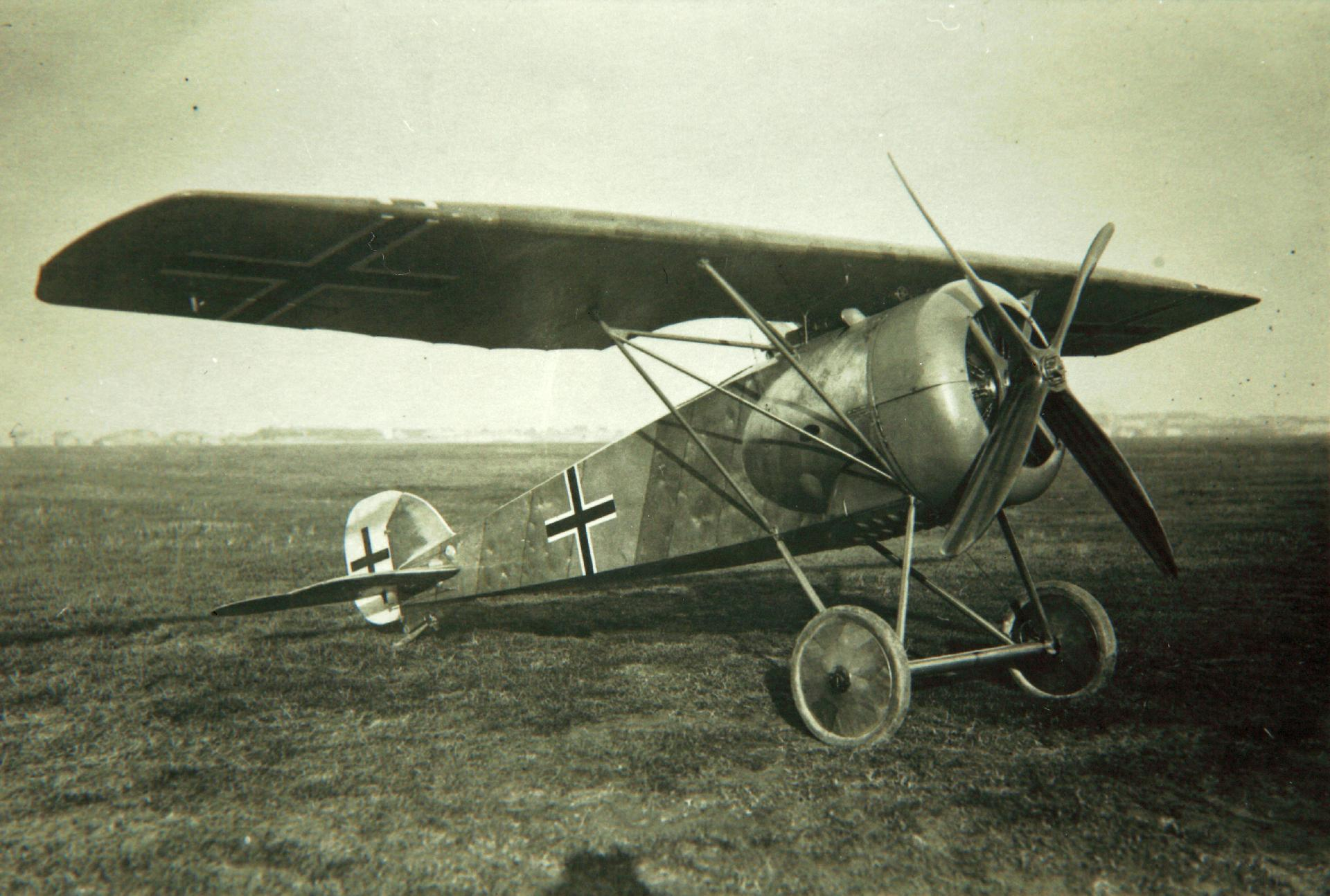
Roland D.XVI

- C.II und C.IIa „Walfisch“ – Aufklärer[5][6]
- C.III – Aufklärer
- C.V – Zweisitzer-Version der D.II, nur Prototyp
- C.VIII – nur Prototyp
- C.X – Aufklärer
- W – Wasserflugzeug
- W 1 – Wasserflugzeug, Jagdeinsitzer
- W 16 – Wasserflugzeug
- WD – Wasserflugzeugvariante der D.I
- D.I „Haifisch“ – Jagdflugzeug
- D.II – Jagdflugzeug
- D.III – Jagdflugzeug
- D.IV – Dreidecker, nur Prototyp (auch Dr.I)
- D.V – nur drei Prototypen
- D.VI – Jagdflugzeug, 350 gebaut
- D.VII – nur Prototyp
- D.VIII – nur Prototyp
- D.IX – nur drei Vorserienmodelle
- D.X – nur Projekt
- D.XI – nur Projekt
- D.XII – nur Projekt
- D.XIII – beim Bau durch Feuer zerstört
- D.XIV – Jagdflugzeug, nur geringe Stückzahl gebaut
- D.XV – zwei Prototypen
- D.XVI – Eindecker, nur Prototypen (auch E.I)
- D.XVII – Eindecker, nur Prototyp
- G.I – nur Entwurf, keine Produktion
- ME 8 – Seekampfflugzeug, nur Projekt
- MD 14 – Aufklärer, nur Projekt
- MD 15 – Aufklärer, nur Projekt

### Flugzeugtypen ab 1919

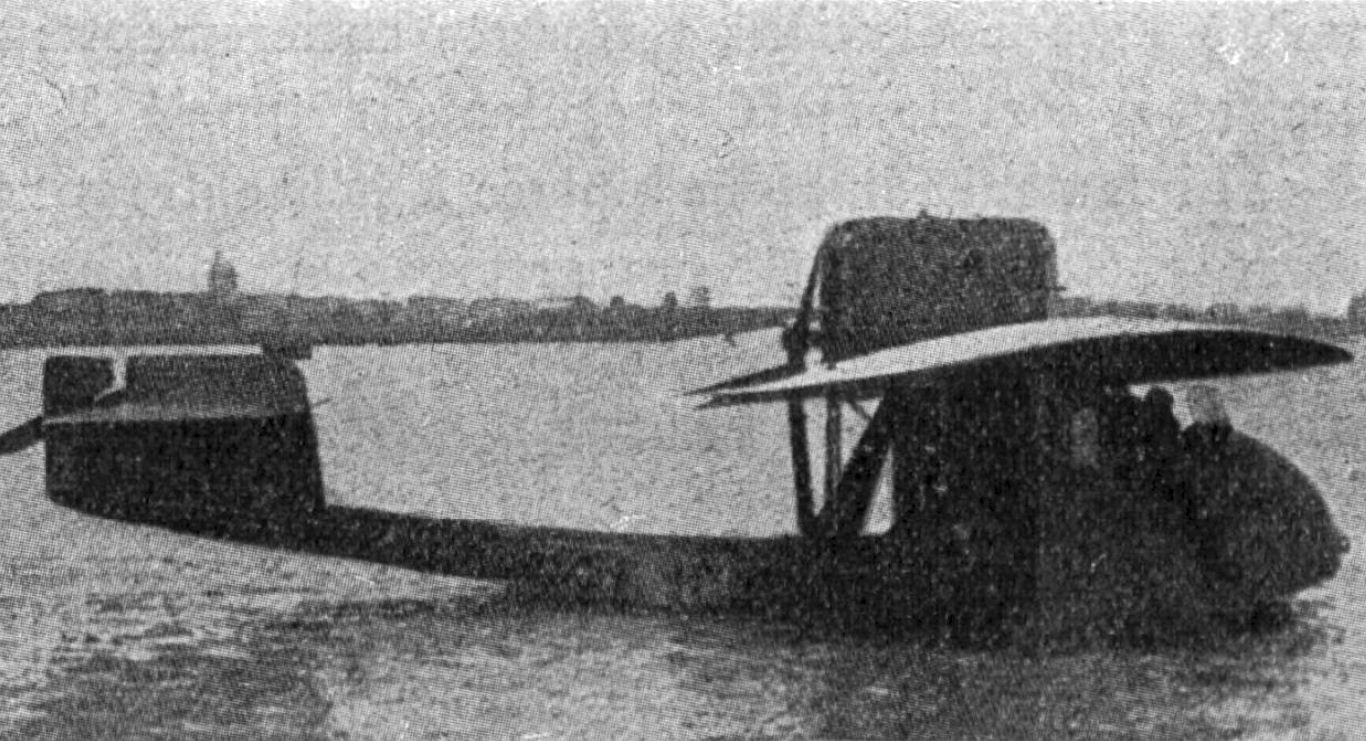
Passagierflugboot V 3a „Susanne“

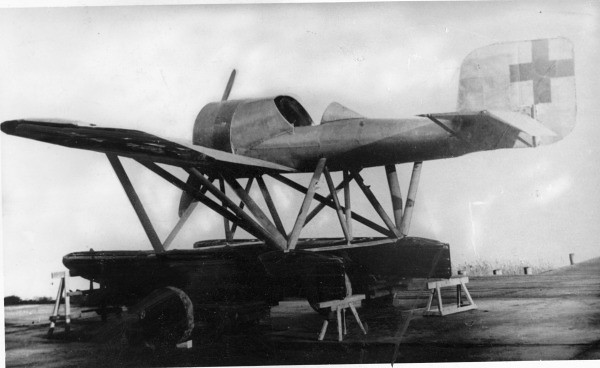
Bordflugzeug V 19

- V 1, V 2 – Schwimmer-Passagierflugzeuge, Umrüstung von FF 49c, 1919[3]
- V 3 – Passagierflugboot, 1920/1921
- V 4 – V 7 – nicht verwirklichte Entwürfe
- V 8 – Doppeldecker-Flugboot, 1921
- V 9 – V 12 – nicht verwirklichte Entwürfe
- V 11 – Schwimmer-Passagierflugzeug, Umrüstung von FF 49c, 1919
- V 13 – Schwimmer-Passagierflugzeug, 1921
- V 14 – V 17 – nicht verwirklichte Entwürfe
- V 18 – Weiterentwicklung der V 8, 1921
- V 19 – Bordflugzeug für U-Boote, Prototyp 1921 oder 1922
- V 20, V 20a – Seeflugzeuge, 1921/1922
- V 23 – Sportflugzeugentwurf, 1923
- V 23a – Schulterdecker-Schwimmerflugzeug, nur Projekt
- V 26 – Schwimmer-Sportflugzeug, 1923

- V 27 – Passagierflugzeug

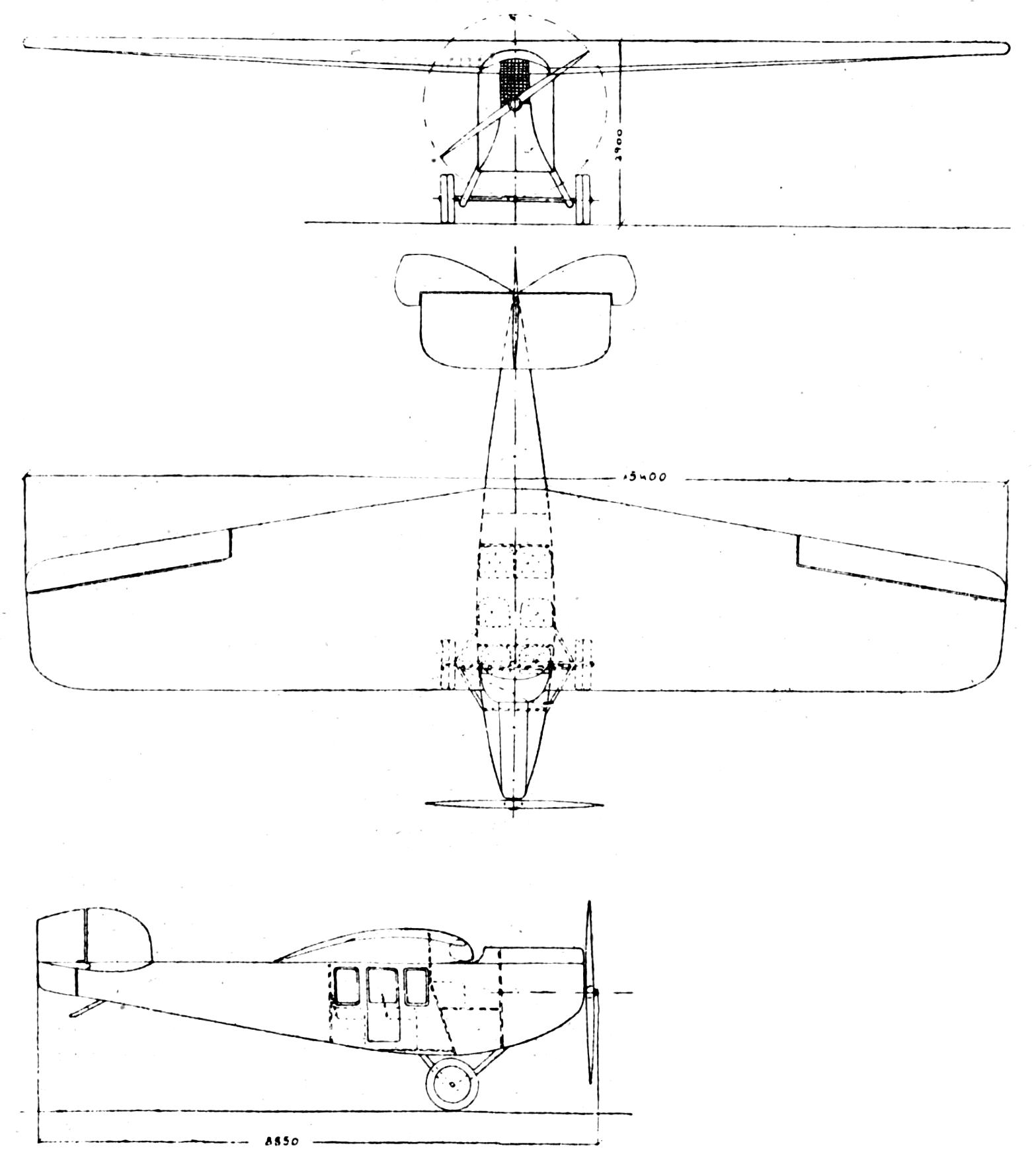
Dreiseitenriss der V 27, 1922

- V 28 – Projekt einer V 23 mit Schwimmern, 1923
- V 36 – Entwurf für zweimotoriges Verkehrsflugzeug
- V 39 – Doppeldecker, 1925
- V 40 – Schulterdecker, 1925
- V 42 – zweisitzige Weiterentwicklung der V 40, 1925
- V 44 – V 40 mit anderem Triebwerk
- V 52 – Hochdecker, 1925
- V 58 – Doppeldecker, 1925
- V 59 – Schwimmerflugzeug, 1925
- V 60 – Schwimmerflugzeug, 1926
- V 61 – Schwimmerflugzeug, 1926
- V 101 – abgeänderte V 20a, 1923
- V 130 – Passagierflugzeug, 1924